# 스티븐 로즈
스티븐 로즈(Steven Rose, 1938년 7월 4일 ~ )는 런던 대학교 신경생물학 교수이다. 로즈는 켐브리지 킹즈 칼리지에서 생물화학을 공부했고 나중에 캠브리지에서 신경생물학을 공부했다. 그의 연구는 기억 형성에 관여하는 생물학적 과정과 알츠하이머 병 치료에 집중돼 있다. 로즈는 정치적 이슈에 대해 자기의 관점을 강하게 표현하는 것으로 유명하다. 그는 런던의 유태계 집안에서 자라났지만 그 자신을 반시온주의자라고 스스로 말한다.

## 같이 보기
- 스티븐 제이 굴드
- 리처드 르원틴